# Ligue 1 2022–23
Ligue 1 2022–23, còn được gọi là Ligue 1 Uber Eats vì lý do tài trợ, là mùa giải thứ 85 của Ligue 1, giải đấu bóng đá hàng đầu của Pháp. Nó bắt đầu vào ngày 5 tháng 8 năm 2022 và sẽ kết thúc vào ngày 4 tháng 6 năm 2023.
Vì Giải vô địch bóng đá thế giới 2022 bắt đầu vào ngày 21 tháng 11 nên vòng cuối cùng trước khi giải lao sẽ được tổ chức vào ngày 12 đến ngày 13 tháng 11. Giải đấu sau đó sẽ tiếp tục vào ngày 27 tháng 12. Bốn câu lạc bộ sẽ xuống hạng tại Ligue 2 vào cuối mùa giải vì số lượng câu lạc bộ sẽ giảm xuống còn 18 câu lạc bộ bắt đầu từ  mùa giải 2023–24. Do đó, sẽ không có trận play-off trụ hạng nào được tổ chức vào cuối mùa giải.
Paris Saint-Germain đang là đương kim vô địch.

## Các đội bóng

### Thay đổi
| đến Ligue 1 2022–23      | từ Ligue 1 2022–23          |
| ------------------------ | --------------------------- |
| Toulouse Ajaccio Auxerre | Saint-Étienne Metz Bordeaux |

### Sân vận động và địa điểm
| Câu lạc bộ          | Vị trí           | Sân vận động                               | Sức chứa | Mùa bóng 2021–22  |
| ------------------- | ---------------- | ------------------------------------------ | -------- | ----------------- |
| Ajaccio             | Ajaccio          | Stade François Coty                        | 10,446   | Ligue 2, Hạng hai |
| Angers              | Angers           | Stade Raymond Kopa                         | 18,752   | Hạng 14           |
| Auxerre             | Auxerre          | Stade de l'Abbé-Deschamps                  | 21,379   | Ligue 2, Hạng 3   |
| Brest               | Brest            | Stade Francis-Le Blé                       | 15,931   | Hạng 11           |
| Clermont            | Clermont-Ferrand | Stade Gabriel Montpied                     | 11,980   | Hạng 17           |
| Lens                | Lens             | Stade Bollaert-Delelis                     | 37,705   | Hạng 7            |
| Lille               | Lille            | Sân vận động Decathlon Arena Pierre Mauroy | 50,186   | Hạng 10           |
| Lorient             | Lorient          | Stade du Moustoir                          | 18,890   | Hạng 16           |
| Lyon                | Lyon             | Sân vận động Groupama                      | 59,186   | Hạng 8            |
| Marseille           | Marseille        | Orange Vélodrome                           | 67,394   | Hạng 2            |
| Monaco              | Monaco           | Stade Louis II                             | 18,523   | Hạng 3            |
| Montpellier         | Montpellier      | Stade de la Mosson                         | 32,900   | Hạng 13           |
| Nantes              | Nantes           | Stade de la Beaujoire                      | 35,322   | Hạng 9            |
| Nice                | Nice             | Allianz Riviera                            | 35,624   | Hạng 5            |
| Paris Saint-Germain | Paris            | Parc des Princes                           | 48,583   | Vô địch           |
| Reims               | Reims            | Stade Auguste Delaune                      | 21,684   | Hạng 12           |
| Rennes              | Rennes           | Roazhon Park                               | 29,778   | Hạng 4            |
| Strasbourg          | Strasbourg       | Stade de la Meinau                         | 29,230   | Hạng 6            |
| Toulouse            | Toulouse         | Stadium Municipal                          | 33,150   | Ligue 2, Vô địch  |
| Troyes              | Troyes           | Stade de l'Aube                            | 21,684   | Hạng 15           |

## Bảng xếp hạng
| VT | Đội                 | ST | T  | H  | B  | BT | BB | HS  | Đ  | Giành quyền tham dự hoặc xuống hạng            |
| -- | ------------------- | -- | -- | -- | -- | -- | -- | --- | -- | ---------------------------------------------- |
| 1  | Paris Saint-Germain | 38 | 27 | 4  | 7  | 89 | 40 | +49 | 85 | Lọt vào Vòng bảng Champions League             |
| 2  | Lens                | 38 | 25 | 9  | 4  | 68 | 29 | +39 | 84 | Lọt vào Vòng bảng Champions League             |
| 3  | Marseille           | 38 | 22 | 7  | 9  | 67 | 40 | +27 | 73 | Lọt vào vòng 3 vòng loại Champions League      |
| 4  | Rennes              | 38 | 21 | 5  | 12 | 69 | 39 | +30 | 68 | Lọt vào vòng bảng Europa League                |
| 5  | Lille               | 38 | 19 | 10 | 9  | 65 | 44 | +21 | 67 | Lọt vào vòng play-off Europa Conference League |
| 6  | Monaco              | 38 | 19 | 8  | 11 | 70 | 58 | +12 | 65 |                                                |
| 7  | Lyon                | 38 | 18 | 8  | 12 | 65 | 47 | +18 | 62 |                                                |
| 8  | Clermont            | 38 | 17 | 8  | 13 | 45 | 49 | −4  | 59 |                                                |
| 9  | Nice                | 38 | 15 | 13 | 10 | 48 | 37 | +11 | 58 |                                                |
| 10 | Lorient             | 38 | 15 | 10 | 13 | 52 | 53 | −1  | 55 |                                                |
| 11 | Reims               | 38 | 12 | 15 | 11 | 45 | 45 | 0   | 51 |                                                |
| 12 | Montpellier         | 38 | 15 | 5  | 18 | 65 | 62 | +3  | 50 |                                                |
| 13 | Toulouse            | 38 | 13 | 9  | 16 | 51 | 57 | −6  | 48 | Lọt vào vòng bảng Europa League                |
| 14 | Brest               | 38 | 11 | 11 | 16 | 44 | 54 | −10 | 44 |                                                |
| 15 | Strasbourg          | 38 | 9  | 13 | 16 | 51 | 59 | −8  | 40 |                                                |
| 16 | Nantes              | 38 | 7  | 15 | 16 | 37 | 55 | −18 | 36 |                                                |
| 17 | Auxerre             | 38 | 8  | 11 | 19 | 35 | 63 | −28 | 35 | Xuống hạng đến Ligue 2                         |
| 18 | Ajaccio             | 38 | 7  | 5  | 26 | 23 | 74 | −51 | 26 | Xuống hạng đến Ligue 2                         |
| 19 | Troyes              | 38 | 4  | 12 | 22 | 45 | 81 | −36 | 24 | Xuống hạng đến Ligue 2                         |
| 20 | Angers              | 38 | 4  | 6  | 28 | 33 | 81 | −48 | 18 | Xuống hạng đến Ligue 2                         |

1. ↑  Toulouse giành quyền tham dự vòng bảng Europa League do là nhà vô địch Cúp bóng đá Pháp 2022–23